# عملية بابل القديمة

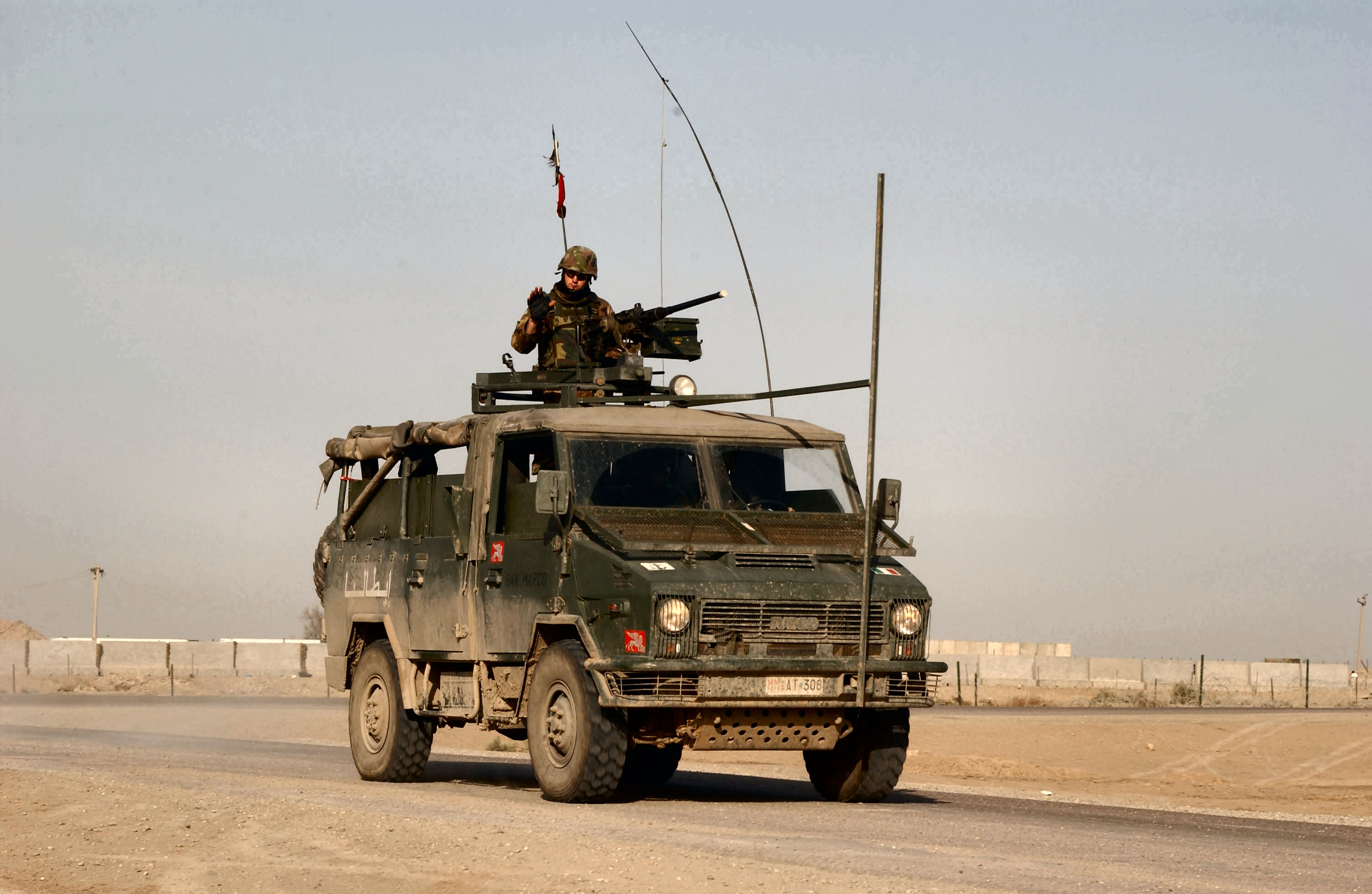
أفراد من الجيش الإيطالي يغادرون قاعدة طليل الجوية بالعراق للقيام بمهمة مرافقة قافلة في الصباح الباكر في 28 أبريل 2005

عملية بابل القديمة ( (بالإيطالية: Operazione Antica Babilonia) ) هو الاسم الرمزي الذي أطلق على انتشار القوات الإيطالية خلال حرب العراق. واستغرقت مهمتهم من 15 تموز / يوليو 2003 إلى 1 كانون الأول / ديسمبر 2006. تمركزت القوات في الناصرية وما حولها.
فقدت إيطاليا 36 جنديًا خلال المهمة، نصفهم في انفجار الناصرية 2003 ضد قاعدة الكارابينيري للوحدات المتخصصة متعددة الجنسيات. ساعدت القوات البرتغالية والرومانية القوات الإيطالية، ولم تقع إصابات.

## التدخل الإيطالي
بدأ غزو العراق من قبل تحالف يتألف بشكل رئيسي من الجيوش البريطانية والأمريكية في مارس 2003، بمشاركة جنود من دول أخرى، بما في ذلك إيطاليا. أعلن "إنهاء العمليات القتالية" في الأول من مايو 2003، على الرغم من أن الجيوش الأجنبية لم تسيطر مطلقًا على العراق، حيث تكبدت خسائر فادحة بسبب التمرد العراقي.
يدعو قرار الأمم المتحدة رقم 1483 الصادر في 22 مايو 2003 الذي وافق عليه مجلس الأمن التابع للأمم المتحدة جميع الدول إلى المساهمة في إعادة إحياء العراق، وتعزيز أمن الشعب العراقي وتنمية الأمة.
شاركت إيطاليا في عملية بابل القديمة بتزويدها بقوات في جنوب العراق بقاعدة رئيسية في الناصرية.
أجمعت الدوائر بالموافقة على القرارات 15 أبريل 2003، فأذنت الحكومة بتنفيذ مهمة عسكرية في العراق (تسمى بابل القديمة) لأغراض إنسانية. وقد تدخل التفويض البرلماني حتى قبل اعتماد القرار 1483 وفي مرحلة لم تظهر فيها بعد صعوبة السيطرة على الأراضي من قبل سلطات الاحتلال والسلطات العراقية.
بدأت البعثة الإيطالية في 15 يوليو 2003 وهي عملية عسكرية لأغراض حفظ السلام (حفظ السلام وحمايته)، ولها الأهداف التالية:
- إعادة بناء "القطاع الأمني" العراقي من خلال المساعدة في تدريب وتجهيز القوات، على المستويين المركزي والمحلي، سواء في سياق الناتو أو على المستوى الثنائي؛
- إنشاء وصيانة الإطار الأمني الضروري؛

التنافس على استعادة البنى التحتية العامة وإعادة تنشيط الخدمات الأساسية؛
- القياسات الإشعاعية والبيولوجية والكيميائية؛

التنافس على النظام العام؛
- الشرطة العسكرية؛
- مسابقة إدارة المطار؛
- المنافسة على أنشطة الاستصلاح، باستخدام مكون الكلاب؛
- دعم أنشطة ORHA؛
- السيطرة على الإقليم ومكافحة الجريمة.

ساعدت البعثة الإيطالية كتيبة المشاة 26 الرومانية "Neagoe Basarab"، المعروفة أيضًا باسم العقارب الحمر (Red Scorpions).

## العمليات اللوجستية قبل معركة الجسور
تغير الوضع في الناصرية لفرقة السلام الإيطالية في أعقاب هجوم 12 تشرين الثاني / نوفمبر 2003 على قاعدة "مايسترالي"، وبدأ يشعر بأنه أكثر تواجدًا في محافظة ذي قار، وهو عمل غير مقبول من قبل مختلف الفصائل المعادية العاملة في المنطقة. المنطقة، في قضية فصيل مقتدى الصدر وجيشه من المهدي، مجموعة يعتقد أنها متورطة بشكل رئيسي في الهجوم على الدرك في قاعدة "مايسترالي". في تمام الساعة 4:00 من صباح يوم 06/04/2004 كتيبة أرضية إيطالية، أو ثلاث سرايا من فوج بيرساجليري الحادي عشر، وفوج "سافويا كافاليريا" (3) ومكونات لوجستية مختلفة من لواء آريتي المدرع، يسار مجمع "وايت هورس" للذهاب لحراسة جسور الوصول إلى الناصرية: "ألفا"، "برافو"، "تشارلي". الوحدات التي شاركت في هذا الاشتباك لمدة 18 ساعة، وهي أطول معركة بإطلاق النار شارك فيها الإيطاليون منذ الحرب العالمية الثانية، ولهذا السبب تلقى فوج بيرساجليري الحادي عشر صليب الحرب مقابل الشجاعة العسكرية، بسبب المناورات التي أُجريت على الجسور الثلاثة في تلك الأيام من المهمة الثالثة، بابل القديمة.

## معركة الجسور
في الناصرية، بعد أشهر قليلة من هجوم 12 نوفمبر 2003، من 6 أبريل إلى نهاية مايو 2004، دارت عدة معارك بين القوات الإيطالية وجيش المهدي. انخرط الجيش الإيطالي في المدينة في عدة اشتباكات، تم خلالها إطلاق أكثر من 30 ألف رصاصة، للسيطرة على ثلاثة جسور تسمح بمرور النهر، مما أدى إلى إصابة أحد عشر مسلحًا بجروح طفيفة؛ كانت الخسائر العراقية فادحة (من أصل 200)، بما في ذلك امرأة وطفلين، والعديد من الجرحى. تُعرف في إيطاليا بشكل عام باسم معركة جسور الناصرية، حتى لو أشرنا إلى ثلاث حلقات مختلفة مع اشتباكات بين مئات الجنود الإيطاليين من جهة وأعداد مماثلة أو أعلى من رجال الميليشيات من جهة أخرى؛ على وجه الخصوص، في المعركة الثانية التي دارت في ليلة 6 أبريل، ووظف حوالي 500 جندي إيطالي وألف من رجال الميليشيات؛ كان الهدف في الأصل مكونًا من الجسور الثلاثة، ولكن نظرًا لتجمع النساء والأطفال بين رجال الميليشيات على الجسر الثالث، لم يتخذ الإيطاليون أي إجراء لعبوره، وبقيوا لحراسة بنك واحد فقط. لهذه المناسبة، التي تسمى عملية بورتا بيا، شاركت العديد من الشركات من مختلف الإدارات، بما في ذلك فوج bersaglieri الحادي عشر، وهي شركة من كتيبة سان ماركو، وسرب مدرع ثقيل Centauro del Savoia وسلاح الفرسان، و GIS carabinieri والمظليين (carabinieri، لكنها مؤطرة حتى عام 2002 في لواء فولجور) من فوج توسكانيا. خلال القتال، استُهدف الجيش الإيطالي أيضًا بصواريخ محمولة مضادة للدبابات، أُحصي حوالي 400 منها، ردوا عليها بنحو 30 ألف طلقة من الأسلحة الصغيرة وبعض الصواريخ، بالإضافة إلى بعض طلقات مركبات سينتورو المدرعة؛ لاحظ المراقبون كيف أخذ رجال الميليشيا عدة سيارات إسعاف من المستشفيات واستخدموها لنقل الذخيرة إلى مواقعهم الأمامية.
وقعت المعركة الثالثة في الفترة من 5 إلى 6 أغسطس 2004، على الجسور الثلاثة فوق نهر الفرات، المسماة ألفا وبرافو وتشارلي (الأحرف الثلاثة الأولى من الأبجدية الصوتية للناتو)، لاستعادة الوصول إلى المدينة عن طريق الإمدادات للحصول على الجنسية، ممنوع من قبل رجال الميليشيات. عُهد بالعمل إلى مجموعة تكتيكية معززة من فرقة العمل تسمى Serenissima. في ذلك الوقت، كانت قاعدة ليبيتشيو، التي استضافت حتى الهجوم الوجود العملياتي الإيطالي في المدينة جنبًا إلى جنب مع قاعدة ميسترال، قد أُخليت بالفعل، ولكن أُعيد احتلالها لهذه المناسبة من قبل السرية الثالثة من لاجوناري التي ترأسها معًا. مع جسر ألفا رغم استهدافه بقذائف الهاون والأسلحة الخفيفة أثناء الاقتراب. على الجانب الإيطالي، أُستخدمت القنابل الحرارية والقنابل المضيئة لتحديد نقاط انطلاق الطلقات بدقة، في منطقة سكنية كاملة وبالتالي مع وجود خطر على السكان، جنبًا إلى جنب مع طائرتي هليكوبتر من طراز Mangusta قدمتا المعلومات والحماية من الأعلى. لم يمنع ذلك وقوع واقعة تم التحقيق فيها لاحقًا من قبل النيابة العسكرية ومقالات في وسائل الإعلام: سيارة حاولت عبور أحد الجسور من خلال إجبار نقطة التفتيش الإيطالية على الوصول المقابل إلى الأصل، واعتبرت سيارة مفخخة. وضربه الجيش الإيطالي الذي حصنه وانفجر بشكل كارثي قتل فيه ركاب بينهم امرأة حامل. وبحسب إعادة الإعمار، خلص التحقيق الذي أجراه المدعي العسكري الإيطالي إلى أن السيارة كانت سيارة إسعاف وأن الانفجار كان بسبب أسطوانة أكسجين محمولة عليها، لكن العسكريين الذين حُقق معهم نفوا في السابق رؤيتهم ومضات وإشارات إنقاذ وزعموا ذلك. تعرضوا لإطلاق النار. بعد ذلك، استشهدت عملية إعادة بناء أخرى بوثائق منشورة على موقع ويكيليكس أنكرت استخدام الأسلحة النارية من سيارة الإسعاف لكنها أكدت أنها تحولت إلى سيارة مفخخة وأنها لم تتوقف عند نقطة التفتيش.
إجمالاً، أدت المعارك إلى خسارة مجمع "ليبيتشيو" اللوجستي وانسحاب جيش المهدي من المدينة.
كما شاركت كتيبة المشاة الرومانية السادسة والعشرون في معركة الجسور.

## مشاركة البحرية الإيطالية
نشرت البحرية الإيطالية العديد من السفن بما في ذلك كاسحات الألغام والمدمرات ورصيف النقل البرمائي من فئة سان جورجيو الذي غطى دور الرائد. علاوة على ذلك، قدم المارينز والبحارة جنبًا إلى جنب مع الطيارين البحريين الدعم للعمليات البرية.

## دور القوات المسلحة الرومانية
شاركت كتيبة المشاة الرومانية السادسة والعشرون، المعروفة أيضًا باسم العقارب الحمراء، في عملية بابل القديمة في مايو 2004، بقيادة المقدم نيكولاي سيوتشي. كان هذا أول اشتباك عسكري للقوات المسلحة الرومانية منذ نهاية الحرب العالمية الثانية. خلال المعركة، تمركزت القوات الرومانية في معسكر وايت هورس، 8 كيلومتر (5.0 ميل) من المدينة وتحت سيطرة اللواء 132 مدرع الإيطالي "أرييت". تلقت الكتيبة الرومانية أمرًا من الجنرال الإيطالي جيان ماركو كياريني، قائد اللواء 123، بتأمين طرق الوصول إلى الناصرية، بما في ذلك جسر فوق نهر الفرات،  ومنع الدخول والخروج من مدينة أفراد من جيش المهدي، بقيادة رجل الدين الشيعي العراقي مقتدى الصدر والذي كان يضم بعد ذلك أكثر من 10000 جندي.
بعد ذلك، ذهب Ciucă ورتل من عشر ناقلات جند مدرعة (APCs) لم يشمل جميع قوات الكتيبة، حيث بقي ملازمًا في المعسكر إلى جانب بعض القوات للبقاء كاحتياطي للتدخل السريع، إلى الناصرية ليلاً حيث هاجمهم جنود عراقيون بقاذفة قنابل ردت عليها القوات الرومانية بإطلاق النار. بعد ذلك، تعرضت إحدى ناقلات الجنود المدرعة لخطأ وتركت وراءها، وعانت من كمين نصبه العراقيون. كان لا بد من مساعدتها من قبل شركات النقل الرومانية الأخرى، والتي تمكنت من مساعدة الشخص المخطئ على الهروب من الأضرار المادية فقط.
اعترف Ciucă لاحقًا بأنه كان يشعر بالخوف أثناء المعركة وأن الله دافع عن القوات الرومانية. علاوة على ذلك، قال إيوان ميرسيا باكو، وزير دفاع رومانيا وقت المعركة، إن معركة الناصرية ساعدت رومانيا على اكتساب المزيد من الثقة من الولايات المتحدة. قال في مقابلة عام 2013 إن "تلك كانت لحظة سمع فيها جنود من جميع أنحاء أمريكا عن رومانيا ، وعندما عادوا إلى ديارهم، تحدثوا إلى عائلاتهم عن رومانيا".

## الإزاحة
وكان الجنود الإيطاليون ورماة السان ماركو منتشرين في الجنوب الشيعي وهي منطقة هادئة نسبيًا مقارنة بالمحافظات السنية والعاصمة بغداد؛ كان المقر الرئيسي للوحدة هو مدينة الناصرية، عاصمة مقاطعة ذي قار، حيث وضعت سلطة الائتلاف المؤقتة باربرا كونتيني الإيطالية على رأس الإدارة المدنية المسؤولة عن إعادة الإعمار.
ولم يمنع ذلك من تعرض الجنود الإيطاليين لهجوم انتحاري عام 2003، كان 19 من بين 23 قتيلاً إيطاليين وعسكريين ومدنيين.

## سقط في العراق
قُتل الجنود الإيطاليون التالية أسماؤهم في العملية:
- 17 مايو 2004 الناصرية أول كابورال ماتيو فانزان.
- 5 يوليو 2004 اختير الرائد الرئيسي (OR-4) أنطونيو تارانتينو.
- 14 يوليو 2004 الناصرية رقيب (OR-5) دافيد كاساغراند.
- 21 يناير 2005 سيمون كولا قائد الناصرية (OR-9).
- 4 آذار 2005 بغداد نقولا كاليباري.
- 14 مارس 2005 رقيب الناصرية (OR-5) سالفاتور دومينيكو ماراسينو.
- 30 مايو 2005 الناصرية المشير الأول (OR-9) ماسيميليانو بيونيدني
- 30 مايو 2005 الرائد ماركو بريجانتي.
- 30 مايو 2005 المشير العادي (OR-8) ماركو سيريلو.
- 30 مايو 2005 العقيد جوزيبي ليما.
- 27 أبريل 2006 الناصرية ماجوري نيكولا سيارديلي
- 27 أبريل 2006 الناصرية مارشال (OR-8) كارلو دي تريزيو (كارابينيير)
- 27 أبريل 2006 المارشال (OR-8) فرانكو لاتانزيو (كارابينيري).
- 7 مايو 2006 رئيس مشير الناصرية (OR-9) إنريكو فراسانيتو.
- 5 يونيو 2006 الناصرية أول رئيس من كبار السن اليساندرو بيبيري
- 21 سبتمبر 2006 الناصرية الرائد الأول ماسيمو فيتاليانو.

## نهاية المهمة
واصل جيش المهدي القتال على نطاق أصغر مع عملية حرب العصابات التي فقدت المزيد والمزيد من الرجال والوسائل والأراضي. انتهت البعثة في 1 ديسمبر 2006.

## أنظر أيضا
- العلاقات العراقية الإيطالية
- العلاقات العراقية الرومانية
- انفجار الناصرية 2003
- وحدة متخصصة متعددة الجنسيات

## فهرس
اللمعان: تقرير من الناصرية - العراق، بقلم ماورو فيليغيدو، إستراتيجي، 2020.